# Zalužanský potok
Zalužanský potok je potok v okresech Teplice a Ústí nad Labem v Ústeckém kraji v České republice. Je 10,4 kilometrů dlouhý a pramení v Krušných horách, asi kilometr západně od města Krupka, v nadmořské výšce 449,2 metrů. Jde o pravostranný přítok Ždírnického potoka, do něhož se vlévá na jeho 5,9 říčním kilometru ve městě Chabařovice v nadmořské výšce 175,46 metrů.
Plocha povodí Zalužanského potoka činí 71,66 km2 a nachází se v něm 61 vodních ploch o celkové rozloze 231,31 hektarů (největší je jezero Milada). Potok samotný má množství přítoků, z nichž největší je Modlanský potok.
Potok tvoří vodní útvar „Zalužanský potok po ústí do toku Ždírnický potok“. Jeho správcem je státní podnik Povodí Ohře.